# Franco Di Majo
Franco Di Majo (Torino, 27 febbraio 1910 – Torino, 15 gennaio 2011) è stato un ingegnere italiano.
È ricordato, insieme a Paolino Camposano, Romano Panagin e Oreste Santanera, come il "padre del Pendolino". Oltre che come docente universitario, Di Majo lavorò per le Ferrovie dello Stato e per la FIAT Ferroviaria.
È morto nel 2011 all'età di 100 anni.

## Biografia

### Studi
Conseguita nel 1927 la maturità classica presso il Liceo "Massimo d'Azeglio" di Torino, Franco Di Majo s'iscrisse al corso di laurea in Ingegneria meccanica del Politecnico di Torino e vi conseguì la laurea nel novembre 1932, col massimo dei voti e la lode, difendendo una tesi sull'elasticità dei ponti ferroviari. Insieme al professor Placido Cicala fu premiato per avere conseguita la più alta votazione negli esami di profitto. La sua tesi di laurea fu poi pubblicata in un'autorevole rivista specializzata.

### Attività nelle Ferrovie dello Stato
Nel 1933 fu assunto dalle Ferrovie dello Stato e assegnato al Servizio Materiale e Trazione, dove raggiunse il grado di ispettore principale. In esso ebbe modo di collaborare con gli ingegneri Guido Corbellini e Amedeo Cuttica, seguendo in particolare i problemi connessi all'introduzione nell'esercizio delle automotrici Diesel
Dopo avere prestato servizio militare durante la seconda guerra mondiale riprese l'attività nelle FS rimanendo nell'azienda fino al 1947.

### Attività industriale
Dimessosi dalle FS, nel 1947 venne assunto dalla Sezione Materiale Ferroviario della FIAT (FIAT Materfer). In essa fu dapprima dirigente capo servizio della Sezione, e dal 1969 direttore. Nel 1974 si dimise a causa di divergenze con la proprietà circa le previste linee di sviluppo aziendali. Dal 1959 al 1961 tenne la direzione dello stabilimento OM di Milano, che era controllato dalla FIAT.
Presso la FIAT seguì in particolare i progetti delle automotrici FS ALn 668, di altre automotrici Diesel equipaggiate con motori di grande potenza, delle locomotive Diesel-elettriche fornite alle ferrovie dell'Argentina, delle carrozze Eurofima, con letti serie MU, Gran Confort, TEE e Self Service per le FS e, infine, del Pendolino.
Fu presidente dell'Unione Costruttori e Riparatori Ferroviari (UCRIFER) e dei Constructeurs Europeens Locomotives Thermiques et Electriques (CELTE).

### Docenza universitaria
Dal 1932 al 1933 fu assistente del professor Giuseppe Albenga, all'epoca titolare della cattedra di Costruzione di ponti nel Politecnico di Torino.
Dal 1945 tornò a impegnarsi anche nell'attività di ricerca universitaria, dapprima conseguendo la libera docenza di Tecnica ed economia dei trasporti nella Facoltà di Ingegneria del Politecnico di Torino nel 1951, dove tenne l'insegnamento di Costruzione di materiale ferroviario. Diventato professore incaricato, tenne la cattedra dal 1961 al 1981, dapprima a Pisa e poi a Torino. Frutto di tale attività fu la monografia Costruzione di materiale ferroviario, Torino, Levrotto & Bella, 1975.
A seguito di tali ricerche si occupò anche del comportamento dei treni nella marcia su ponti sospesi di grande luce, e in particolare sul previsto Ponte sullo Stretto di Messina.

#### Contributi scientifici
Tra i suoi contributi (più di un centinaio di articoli e monografie), oltre a quelli citati e che furono oggetto di varie monografie scientifiche, vanno citati quelli di dinamica del veicolo ferroviario, svolti nell'ambito delle ricerche della FIAT e condotti, tra i primi in Italia, con metodi di simulazione numerica, che condussero ai carrelli per le carrozze TEE, Gran Confort ed Eurofima.
Insieme agli ingegneri Camposano, Panagin e Santanera viene considerato il padre del Pendolino, principalmente per la determinazione avuta nel sostenere lo studio di progetto e la sperimentazione.
Per tali studi nel 1993 gli fu conferito il Premio internazionale dell comunicazioni "Cristoforo Colombo" dell'Istituto internazionale delle comunicazioni.
Dapprima quale collaboratore del secondo Progetto Finalizzato Trasporti del Consiglio nazionale delle ricerche, e poi dell'Organizzazione per la cooperazione e lo sviluppo economico, si occupò anche dello studio dei sistemi di trasporto ad altissima velocità dotati di levitazione magnetica.

### Altre attività professionali
Per sostenere i giovani ingegneri integrò la somma a disposizione del Collegio Ingegneri Ferroviari Italiani quale borsa di studio del Premio Mallégori, che conseguentemente assunse il nome di Premio Mallégori-Di Majo.

### Biografia
- Giovanni Klaus Koenig, [Franco Di Majo], Scheda biografica di Franco Di Majo, in Oltre il Pendolino. Alta velocità e assetto variabile negli elettrotreni italiani, Roma, Valerio Levi, 1986,  pp. 129-130, ISBN non esistente. Scheda scritta dal Di Majo.
- Vittorio Mario Cortese, Assetto variabile nel mondo, in I Treni, 18 (1997), n. 180, pp. 14–20
- Pendolino. Storia e prospettive di un treno italiano, intervista con il Prof. Franco Di Majo a cura di Angelo Nascimbene, in Tutto treno, 11 (1998), n. 113, inserto centrale di 12 pagine non numerate
- Massimiliano Bruner, Pensarono e progettarono il Pendolino, in Ingegneria Ferroviaria, 62 (2007), n. 11, pp. 937–940
- Gli auguri del CIFI al Prof. Ing. Franco Di Majo per il suo 100º compleanno, in Ingegneria Ferroviaria, 65 (2010), n. 10, p. 833
- Ricordo di Franco Di Majo, in Ingegneria Ferroviaria, 66 (2011), n. 4, pp. 351–352

### Pubblicazioni
- Franco Di Majo, Sviluppo della tecnica dei veicoli ad assetto variabile. L'importante contributo dell'industria italiana, in Ingegneria Ferroviaria, (1975), n. 5, pp.
- Franco Di Majo, Costruzione di materiale ferroviario, Torino, Levrotto & Bella, 1975
- Franco Di Majo, Carlo Racca, ALn 668 - Un successo dell'ingegneria ferroviaria italiana, in Ingegneria Ferroviaria, 35 (1980), n. 2, pp. 103–117
- Franco Di Majo, Giuseppe Sciarrone, Le altissime velocità nel futuro dei trasporti guidati, Roma, Centro studi sui sistemi di trasporto, 1990
- Franco Di Majo, Le tappe dell'alta velocità, in Ingegneria Ferroviaria, (1991), n. 4, pp.
- Franco Di Majo, Quale futuro per i treni ad assetto variabile?, in Ingegneria Ferroviaria, (1997), n. 1/2, pp.
- Franco Di Majo, Maurizio Cavagnaro, Vittorio Delle Site, Nuovi orizzonti per il trasporto guidato a levitazione magnetica, in Ingegneria Ferroviaria, (2009), n. 1, pp.
- Franco Di Majo, Le problematiche delle altissime velocità ferroviarie. Il ruolo della ricerca scientifica, in Ingegneria Ferroviaria, 65 (2010), n. 10, pp. 835–860